# Kulspruta m/42
Kulspruta m/42 (Ksp m/42) är en luftkyld kulspruta av Brownings konstruktion. Den liknar den svenska Ksp m/39 och överensstämmer i stort med den amerikanska M1919A6. Ksp m/42 användes som understödsvapen till infanteriet, placerad i en vanlig trebenslavett. Den fanns ursprungligen i kaliber 6,5 × 55 mm och kaliber 8 × 63 mm men då den bland annat saknade fjädrad pjäsvagga och rekylen stumt togs upp av vapen och lavett förbjöds senare skjutning med den kraftigare 8 mm ammunitionen.
I början av 1950-talet insågs behovet av en lättare kulspruta till infanteriet och ett antal Ksp m/42 byggdes om på så sätt att de fick gevärskolv och ett enkelt benstöd. De kallades därefter för Ksp m/42B. Snart insåg man dock att vikten fortfarande var för hög och försök med lättare vapen startade. Detta ledde så småningom fram till Ksp 58. Under mitten av 1970-talet byttes piporna ut så att man kunde använda kaliber 7,62 × 51 mm NATO.